# Tour du lac Léman à l'aviron

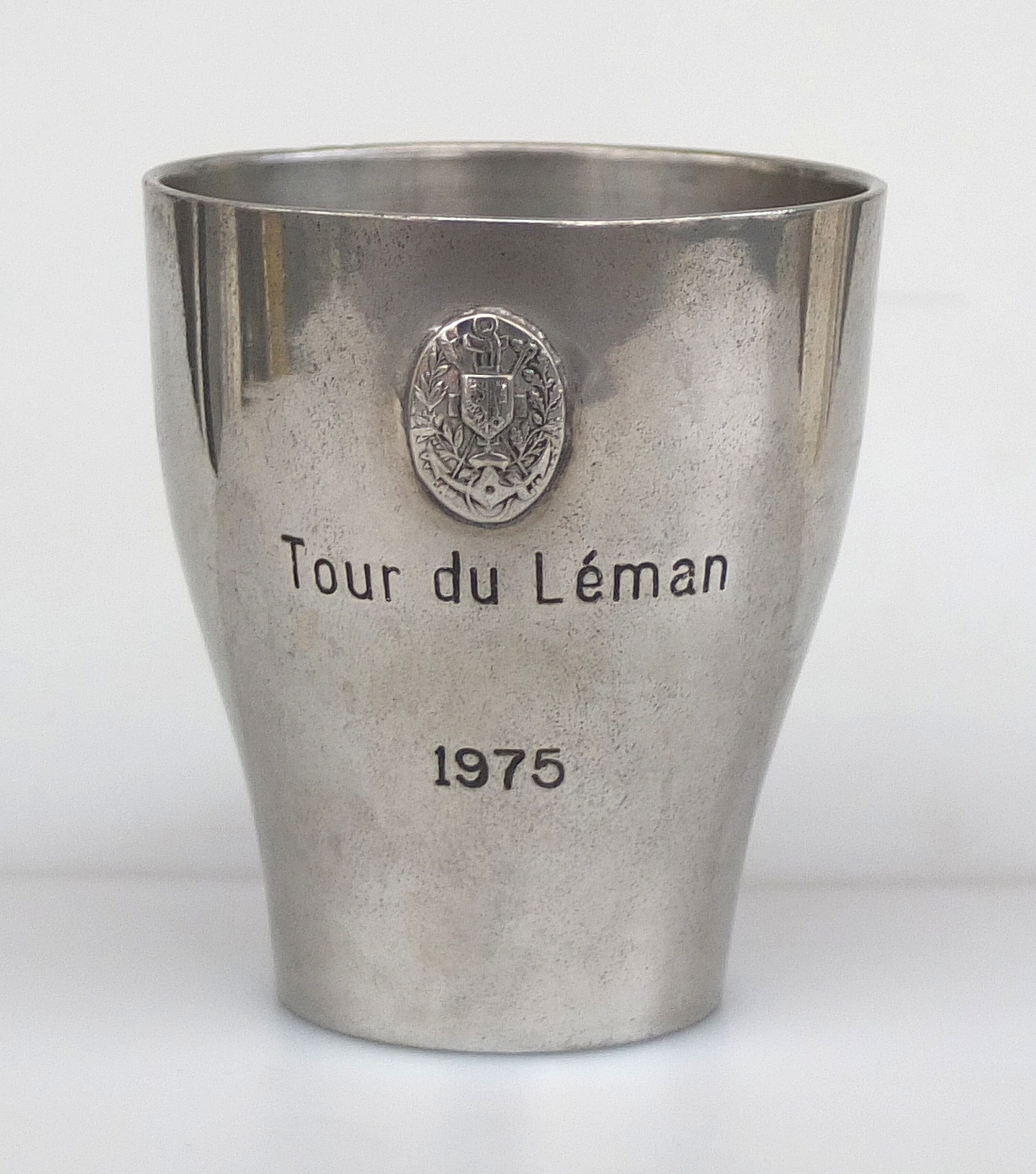
Coupe pour le quatrième Tour du Léman (1975)

Le tour du lac Léman à l’aviron est une régate d’aviron qui se déroule sur le lac Léman. Depuis 1972 la régate est organisée annuellement par le club de la Société nautique de Genève (SNG). Le parcours de la régate pour le quatre barré commence à Genève et fait le tour du lac. Elle est avec une longueur de 160 kilomètres la plus longue régate du monde.

## Parcours

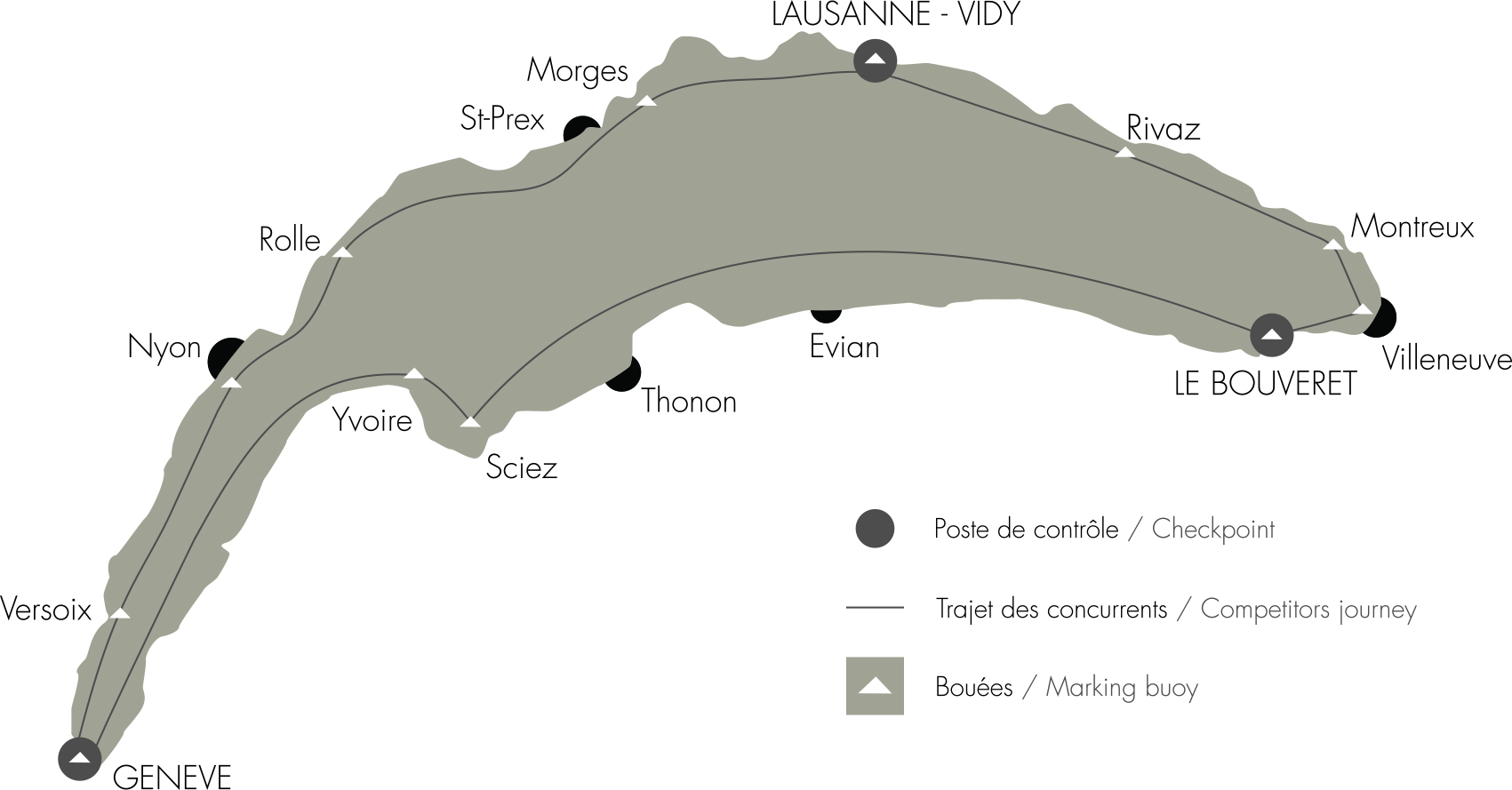
Parcours de la régate

Le départ de la régate est donné sur la jetée de Société nautique de Genève. La course commence sur le côté suisse du lac, le long des villes de Nyon, Lausanne, Vevey et Montreux jusqu'à l’autre bout du lac à Villeneuve. Les bateaux reviennent ensuite sur le côté français du lac le long des villes du Bouveret, Évian et Yvoire jusqu'à Genève pour rejoindre la ligne de départ qui est aussi la ligne d'arrivée. En cas de mauvaises conditions météorologiques il se peut que le comité d’organisation modifie ou raccourcisse le parcours de la course.
Pour des raisons de sécurité, tous les équipages sont accompagnés pendant la régate d’un bateau à moteur.

## Records
- Le record du parcours est détenu par l’équipage de RC Hamm / Karlsruher Rheinklub Alemania / Mainzer RV / Stuttgart-Cannstatter RC. En 2011 cet équipage a gagné avec un temps de 11 heures, 43 minutes et 30 secondes[2].
- Avec sa 33e participation en 2014 Matthias Decker du Ludwigshafener Ruderverein est le rameur ayant le plus de participations au Tour du Léman à l’aviron[3].
- En 2012, Christian Klandt du Bonner Ruder-Verein a fini la régate en skiff et a rallié l’arrivée à Genève en 14 heures et 27 minutes[4].
- En 2015,à l'occasion de ses 20 ans, le club d'aviron ASUL Aviron Vaulx en Velin (France) a engagé 4 bateaux, soit 20 rameurs, ce qui constitue le nombre record de participants[5].

## Palmarès
| Date | Équipe                                                                            | Temps         |
| ---- | --------------------------------------------------------------------------------- | ------------- |
| 2019 | GTRV Neuwied / KCfW Köln / RTHC Bayer Leverkusen / Clever RC                      | 13 Std. 10:12 |
| 2018 | Bonner RV / WSAP Hamburg / RC Hamm / Stuttgart-Cannstatter RC                     | 05 Std. 39:52 |
| 2017 | WSAP Hamburg / RC Nürtingen / Bonner RV / RC Hamm / Ulmer RC Donau                | 12 Std. 02:00 |
| 2016 | RTHC Bayer Leverkusen / Bonner RG / Siegburger RV                                 | 12 Std. 10:30 |
| 2015 | RTHC Bayer Leverkusen / Bonner RG / Siegburger RV                                 | 02 Std. 48:55 |
| 2014 | RTHC Leverkusen / RaW Berlin / Dresdner RC / Bonner RG                            | 12 h 14:11    |
| 2013 | RC Hamm / Mainzer RV / RC Nürtingen / Stuttgart-Cannstatter RC / Bonner RV        | 12 h 06:29    |
| 2012 | Ludwigshafener Ruderverein                                                        | 11 h 45:46    |
| 2011 | RC Hamm / Karlsruher Rheinklub Alemannia / Mainzer RV / Stuttgart-Cannstatter RC  | 11 h 43:30    |
| 2010 | Mainzer RV / Stuttgart-Cannstatter RC / Ulmer RC Donau / RC Hamm                  | 13 h 10:36    |
| 2009 | Clydesdale ARC / RGM Karlsruher RV Wiking / Stuttgart Cannstatter RC / Mainzer RV | 12 h 17:42    |
| 2008 | Karlsruher RV Wiking / Bonner RV / Mainzer RV / Kitzinger RV                      | 13 h 33:15    |
| 2007 | Karlsruher RV Wiking / Bonner RV / Mainzer RV                                     | 11 h 55:19    |
| 2006 | Dresdner RV / Dresdner RC                                                         | 12 h 00:22    |
| 2005 | Bonner RV 1882 / Mainzer RV                                                       | 12 h 28:25    |
| 2004 | Dresdner RC                                                                       | 14 h 41:00    |
| 2003 | RTHC Leverkusen                                                                   | 12 h 13:57    |
| 2002 | Koblenzer RC / Neuwied RG / Bonn RV                                               | 13 h 14:00    |
| 2001 | Ludwigshafener RV / Mülheimer Wassersport                                         | 15 h 53:00    |
| 2000 | Turbo Bonn                                                                        | 11 h 58:34    |
| 1999 | Karlsruher RV Wiking / Neuwieder RG                                               | 13 h 15:40    |
| 1998 | annulé                                                                            | -             |
| 1997 | Turbo Bonn                                                                        | 13 h 31:18    |
| 1996 | annulé                                                                            | -             |
| 1995 | Turbo Bonn                                                                        | 12 h 15:34    |
| 1994 | RG Red Bull Bonn                                                                  | 12 h 22:29    |
| 1993 | Turbo Bonn                                                                        | 08 h 43:20    |
| 1992 | Turbo Bonn                                                                        | 13 h 03:42    |
| 1991 | Turbo Bonn                                                                        | 13 h 09:08    |
| 1990 | Bonner RV / WSD Düsseldorf / SRV Bonn                                             | 12 h 30:31    |
| 1989 | ARCR Bonn / GTRV Neuwied / Bonner RV                                              | 12 h 28:34    |
| 1988 | Bonner RV / RRS Bückeburg / RGF Lehrte / SRV Bonn / Neuwieder RG                  | 11 h 00:52    |
| 1987 | annulé                                                                            | -             |
| 1986 | RG Kassel / Marbacher RV / RC Grenzach / RC Giessen / Heidelberg                  | 12 h 46:06    |
| 1985 | Marbacher RV / RG Kassel                                                          | 12 h 40:52    |
| 1984 | Ludwigshafener RV                                                                 | 07 h 13:00    |
| 1983 | Hevella Berlin                                                                    | 11 h 25:10    |
| 1982 | LAGA Delft                                                                        | 12 h 52:16    |
| 1981 | Viking Utrecht                                                                    | 13 h 26:30    |
| 1980 | Viking Utrecht                                                                    | 13 h 32:52    |
| 1979 | pas de bateaux à l'arrivée                                                        | -             |
| 1978 | RG Bonn / Hamburg / WSV Godesberg                                                 | 13 h 30:03    |
| 1977 | pas de bateaux à l'arrivée                                                        | -             |
| 1976 | annulé                                                                            | -             |
| 1975 | RG Bonn / Breisacher RV                                                           | 13 h 47:48    |
| 1974 | RG Bonn / Badeneysee / Essen                                                      | 03 h 51:45    |
| 1973 | Société nautique de Monaco                                                        | 15 h 38:27    |
| 1972 | Société nautique de Genève                                                        | 16 h 53:00    |